# Accademia di belle arti di Parma
L'Accademia di belle arti di Parma è un istituto di formazione artistica fondato a Parma nel 1757 dal duca Filippo di Borbone. Da essa originano alla fine dell'Ottocento il Collegio degli Accademici (attuale Accademia Nazionale di Belle Arti di Parma, con funzioni consultive e conservative), l'Istituto d'Arte (attuale Liceo Artistico "Paolo Toschi", con funzioni formative), la Regia Pinacoteca (attuale Galleria Nazionale, con funzioni conservative ed espositive). Tutte queste istituzioni hanno sede nel palazzo della Pilotta; l'Accademia Nazionale di Belle Arti di Parma e il Liceo Toschi sono ubicate nell'ala Ovest del complesso, in fregio al viale Paolo Toschi.

## Storia
L'Accademia trae origine dalla scuola privata di pittura detta "lombarda", riconosciuta da Filippo di Borbone nel 1752 e trasformato in accademia nel 1757. I suoi statuti, che suscitarono grande ammirazione in Europa, prevedevano gli insegnamenti di pittura, scultura e architettura. Dal 1758 al 1796 furono organizzati annualmente concorsi di pittura e architettura aperti anche a concorrenti esteri.
Nel periodo del governo francese (1803-1814) fu soppressa da un decreto napoleonico e le opere più significative trasferite a Parigi. Fu poi ripristinata da Maria Luigia nel 1816, dopo che il direttore Pietro De Lama, scrupolosamente, ne ebbe inventariate tutte le opere, comprese quelle ritornate dalla Francia. Nel 1822 un decreto ducale aggiunse agli insegnamenti tradizionali l'intaglio in rame, lo studio del nudo e la storia delle arti. Nell'Ottocento un gruppo di artisti parmigiani guidati da Paolo Toschi rinverdì i successi raggiunti nel secolo precedente. 
Dopo l'unità d'Italia fu accorpata a quelle di Modena e di Bologna, ma riacquistò l'autonomia nel 1877. In quell'anno fu suddivisa in due enti: il Collegio degli accademici, con funzioni storico-culturali, e l'Istituto di belle arti, con fini didattici. A partire dal 1883 l'Istituto di belle arti diventa Scuola d'arte applicata all'industria.
Con la Riforma Gentile del 1923 viene fondato il Regio Istituto d'arte Paolo Toschi. Il Collegio degli accademici fu trasformato nel 1936 in Regia accademia di belle arti e nel 1973 assunse il nome di Accademia nazionale di belle arti. Nel dopoguerra il Regio Istituto d'arte prese il nome di Istituto statale d'arte Paolo Toschi, che dal 2011 si chiama liceo artistico statale Paolo Toschi.
Le originarie funzioni didattiche dell'Accademia di belle arti sono svolte attualmente dal liceo artistico Paolo Toschi, ma l'Accademia esiste ancora in quanto ente consultivo e conservativo e ha sede al primo piano del Liceo. I membri dell'Accademia sono suddivisi in quattro classi: Architetti, Pittori, Scultori e Studiosi d'arte; a essi si aggiungono gli Accademici d'onore e gli Accademici corrispondenti. Il museo e l'archivio sono aperti su appuntamento e in speciali occasioni (visite didattiche ed eventi di valorizzazione). Dal 2023 è presieduta dal grafico, scenografo e costumista Alberto Nodolini.